# Церовик
Церовик (алб. Caravik) је насеље у општини Клина, Косово и Метохија, Република Србија.

## Становништво
| Демографија | Демографија | Демографија |
| Година      | Становника  | Становника  |
| ----------- | ----------- | ----------- |
| 1948.       | 559         |             |
| 1953.       | 609         |             |
| 1961.       | 708         |             |
| 1971.       | 853         |             |
| 1981.       | 1.082       |             |
| 1991.       | 1.271       |             |